# Kitajska palača
Kitajska palača je cesarski kompleks, kjer so bili dvor, civilna vlada, kraljevi vrt in obrambna trdnjava. Njene strukture so precejšnje in dodelane. Kitajska pismenka gong (宮; pomeni 'palača') predstavlja dve povezani sobi (呂) pod streho (宀). Prvotno je znak veljal za katero koli rezidenco ali dvorec, vendar se je od dinastije Čin (3. stoletje pr. n. št.) uporabljal le za cesarsko rezidenco.
Kitajska palača je sestavljena iz številnih stavb. Pokriva velika območja, obdana z obzidjem in jarki. Vsebuje velike dvorane (殿) za slovesnosti in uradne posle, pa tudi manjše stavbe, templje, stolpe, rezidence, galerije, dvorišča, vrtove in gospodarska poslopja.
Največjo palačo na svetu, kar je kdaj obstajala, palačo Veijang, je zgradila dinastija Zahodni Han po ukazu cesarja Gaozuja. Največjo palačo na svetu, ki trenutno še obstaja, Prepovedano mesto, je zgradila dinastija Ming med vladavino cesarja Jongleja.

## Glavne cesarske palače v kronološkem vrstnem redu
- Palača Šjanjang (kitajsko: 咸阳宫), v (Čin) Šjanjangu (kitajsko: 咸陽), zdaj 15 km vzhodno od sodobnega Šjanjanga, provinca Šaanši: to je bila kraljeva palača države Čin pred kitajsko združitvijo, nato pa palača prvega cesarja ob združitvi Kitajske. Zažgal jo je Šjang Ju po padcu dinastije Čin.
- Palača Epang (kitajsko: 阿房宮 - verjeten pomen 'Palača na hribu'), 20 km južno od (Čin) Šjanjanga (kitajsko: 咸陽), zdaj 15 km zahodno od Šjana (kitajsko: 西安), provinca Šaanši: cesarska palača, ki jo je zgradil prvi cesar namesto palače Šjanjang. Tradicionalno naj bi jo požgal Šjang Ju, vendar morda ni bila dokončana ob padcu dinastije Čin.
- Palača Veijang (kitajsko: 未央宮 - 'Neskončna palača'), v (Han) Čanganu (kitajsko: 長安), zdaj 7 km severovzhodno od centra mesta Šjan, provinca Šaanši: cesarska palača dinastije Zahodni Han  dve stoletji. To je bila največja palača, ki je bila kdaj koli zgrajena na Zemlji in je pokrivala 4,8 km², kar je 6,7-krat večja od velikosti Prepovedanega mesta ali 11-krat večja od velikosti Vatikana. Uporabljali so jo tudi po dinastiji Han, obnovili v dinastiji Tang.
- Južna palača (kitajsko: 南宫 (东汉)) in Severna palača (kitajsko: 北宮), v Luojangu (kitajsko: 洛陽), provinca Henan: cesarske palače vzhodne dinastije Han dve stoletji, Južna palača se je uporabljala za sodne obravnave in avdience, Severna palača je bila zasebna rezidenca cesarja in njegovih konkubin. Porušil jo je Dong Džuo ob koncu dinastije Han.
- Palača Taidži (kitajsko: 太極宮 - 'Palača najvišjega največjega'), znana tudi kot Zahodni apartmaji (kitajsko: 西内), v (Tang) Čanganu, zdaj v središču mesta Šjan, provinca Šaanši: cesarska palača med dinastijo Sui (ki jo je imenovala palača Dašing - kitajsko: 大興宮, 'palača velike blaginje') in na začetku dinastije Tang (do 663 n. št.). Površina 1040 hektarjev, cesarsko območje 474 hektarjev.
- Palača Daming (kitajsko: 大明宮 - 'Palača velikega sijaja'), znana tudi kot Vzhodni apartmaji (kitajsko: 東内), v (Tang) Čanganu, zdaj v središču mesta Šjan, provinca Šaanši: cesarska palača dinastije Tang po letu 663 (med 663 in 705 je bila na kratko imenovana palača Penglai (kitajsko: 蓬萊宮)), vendar je palača Taidži ostala v uporabi za velike državne slovesnosti, kot so kronanja. Površina 768 hektarjev, kar je skoraj 4,5-krat večja od velikosti Prepovedanega mesta.
- Cesarska palača Kaifeng (kitajsko: 東京大内皇宮), v Dongdžingu (kitajsko: 東京), zdaj imenovana Kaifeng kitajsko: 開封), provinca Henan: cesarska palača dinastije Severni Song.
- Cesarska palača Hangdžou (kitajsko: 臨安大内禁宮), v Linanu (kitajsko: 臨安), zdaj imenovanem Hangdžou (kitajsko: 杭州), provinca Džedžjang: cesarska palača dinastije Južni Song na gori Feniks.
- Karakorum (kitajsko: 哈拉和林), mesto cesarske palače mongolskega cesarstva.
- Šangdu (kitajsko: 元上都) in Khanbalič ({{jezik-zh|元大都{{), lokaciji cesarskih palač dinastije Juan.
- Cesarska palača Ming (kitajsko: 明故宮), v Nandžingu ({{jezik-zh|南京{{), provinca Džjangsu: cesarska palača dinastije Ming do leta 1421. Uporabljali so jo kot vir kamna in jo postopoma porušili v dinastiji Čing in s strani upornikov Taiping.
- Prepovedano mesto (kitajsko: 紫禁城), danes na Kitajskem znano kot Pekinški Gugong (kitajsko: 北京故宫), v Pekingu (kitajsko: 北京): cesarska palača dinastije Ming in dinastije Čing od 1420 do 1924. Površina 720.000 m². Prepovedano mesto je trenutno največja palača na svetu.
- Cesarska palača (Mančukuo) ({{jezik-zh|帝宮nn), zdaj znana kot Muzej cesarske palače Mandžukuo (kitajsko: 伪满皇宫博物院), v Čangčunu (kitajsko: 长春): cesarska palača Mandžukuo.[5]

## Druge palače
Poleg glavne cesarske palače so imele kitajske dinastije v glavnem mestu tudi več drugih cesarskih palač, kjer so bivali cesarica, prestolonaslednik ali drugi člani cesarske družine. Obstajale so tudi palače izven glavnega mesta, imenovane »palače na prostem« (kitajsko: 離宮), kjer so cesarji bivali med potovanji.

### Cesarski vrtovi
Razvila se je tudi navada gradnje vrtnih posestev na podeželju v okolici glavnega mesta, kamor so se cesarji včasih umaknili, da bi pobegnili od togega bontona cesarske palače ali preprosto pobegnili pred poletno vročino v svoji prestolnici. Ta praksa je dosegla vrhunec z dinastijo Čing, katere cesarji so zgradili čudovite cesarske vrtove (kitajsko: 御園), ki so danes na Kitajskem znani kot Vrtovi popolne svetlosti (kitajsko: 圓明園), bolj znani kot Stara poletna palača. Cesarji dinastije Čing so prebivali in delali v cesarskih vrtovih, 8 km zunaj obzidja Pekinga, Prepovedano mesto v Pekingu pa je bilo uporabljeno samo za uradne obrede.
Ti vrtovi so bili sestavljeni iz treh delov: Vrt popolne svetlosti, Vrt večne pomladi (kitajsko: 長春園) in Elegantni pomladni vrt (kitajsko: 綺春園); pokrivali so ogromno območje 865 hektarjev, skoraj 5-kratno velikost Prepovedanega mesta in 8-kratno velikost Vatikana. Obsegali so na stotine dvoran, paviljonov, templjev, galerij, vrtov, jezer itd. V cesarskih vrtovih je bilo reproduciranih več znamenitih pokrajin južne Kitajske, v dvoranah je bilo shranjenih na stotine neprecenljivih kitajskih umetniških mojstrovin in starin, zaradi česar so cesarski vrtovi eno največjih muzejev na svetu. V cesarskih vrtovih je bilo shranjenih tudi nekaj edinstvenih izvodov literarnih del in zbirk.
Leta 1860, med drugo opijsko vojno, so britanske in francoske ekspedicijske sile oropale Staro poletno palačo. Nato je 18. oktobra 1860, da bi »kaznoval« cesarski dvor, ki ni dovolil zahodnih veleposlaništev v Pekingu, britanski general Lord Elgin – ob protestih Francozov – namenoma ukazal zažgati ta ogromen kompleks, ki je pogorel do tla. Potrebovali so 3500 britanskih vojakov, da so zažgali celotno mesto, gorenje pa je trajalo tri dni. Požiganje vrtov popolne svetlosti je še danes zelo občutljivo vprašanje na Kitajskem.
Po tej kulturni katastrofi se je bil cesarski dvor prisiljen preseliti v staro in strogo Prepovedano mesto, kjer je ostal do leta 1924, ko je zadnjega cesarja izgnala republikanska vojska.

### Poletna palača
Vdova cesarica Ciši (kitajsko: 慈禧太后) je zgradila Poletno palačo ali Jihejuan (kitajsko: 頤和園 - 'Vrt negovane harmonije') v bližini Stare poletne palače, vendar v veliko manjšem obsegu kot Stara poletna palača.

## Več palač
Nekatere druge palače so:
- Beihai in Džongnanhai v Pekingu
- Palača Mukden v Šenjangu
- Gorsko letovišče v Čengdeju
- Taičeng v Nandžingu
- Genjue v Kaifengu
- Palača Čangle v Čanganu
- Šanglinjuan v Čanganu
- Palača Šingčing v Čanganu
- Palača Potala v Lasi, ki jo je uporabljal dalajlama
- Pred kratkim so kitajski arheologi objavili, da so v Dadivanu našli ruševine starodavne kitajske palače.[7]